# Carbayón de Lavandera
El carbayón de Lavandera es un roble milenario situado en la carretera junto a la iglesia de San Julián, del siglo XVIII, en el lugar de Tueya, parroquia de Lavandera, en el municipio de Gijón en Asturias (España).
Tiene unas medidas de 25 metros de copa, 21 de altura y 6,7 m de perímetro
Este roble milenario está declarado monumento natural desde el 27 de abril de 1995 por lo que está protegido e incluido en el plan de recursos naturales de Asturias